# 薄雪火绒草
薄雪火绒草（学名：Leontopodium japonicum）是菊科火绒草属的植物。分布于日本以及中国大陆的安徽、河南、山西、陕西、甘肃、湖北等地，生长于海拔1,000米至2,000米的地区，多生在山地灌丛、草坡以及林下。
其种加词“japonicum”意为“日本的”。

## 别名
薄雪草（植物学大辞典）、火艾（中国植物图鉴）、小毛香、小白头翁（陕西）

## 异名
- Leontopodium japonicum Miq. var. microcephalum (Hand.-Mazz.) Ling
- Leontopodium japonicum Miq. var. xerogenes Hand.-Mazz.
- Leontopodium micrcephalum (Hand.-Mazz.) Ling